# Termes (Ardennes)
Termes korábbi község Franciaországban, Ardennes megyében. Lakosainak száma 126 fő (2018. január 1.). Termes Grandpré, Longwé, Mouron, Olizy-Primat és Senuc községekkel határos.
2016. január 1-jén a korábbi Grandpré községgel egyesült és az így létrejött Grandpré új község része lett.

## Népesség
A település népessége az elmúlt években az alábbi módon változott:
| Lakosok száma | 256  | 225  | 172  | 143  | 138  | 135  | 140  | 140  | 130  | 126  |
|               | 1962 | 1968 | 1982 | 1990 | 1999 | 2008 | 2011 | 2013 | 2017 | 2018 |

## Híres személyek
- Itt született 1818-ban Jules Jamin francia fizikus.